# Jan Krenz

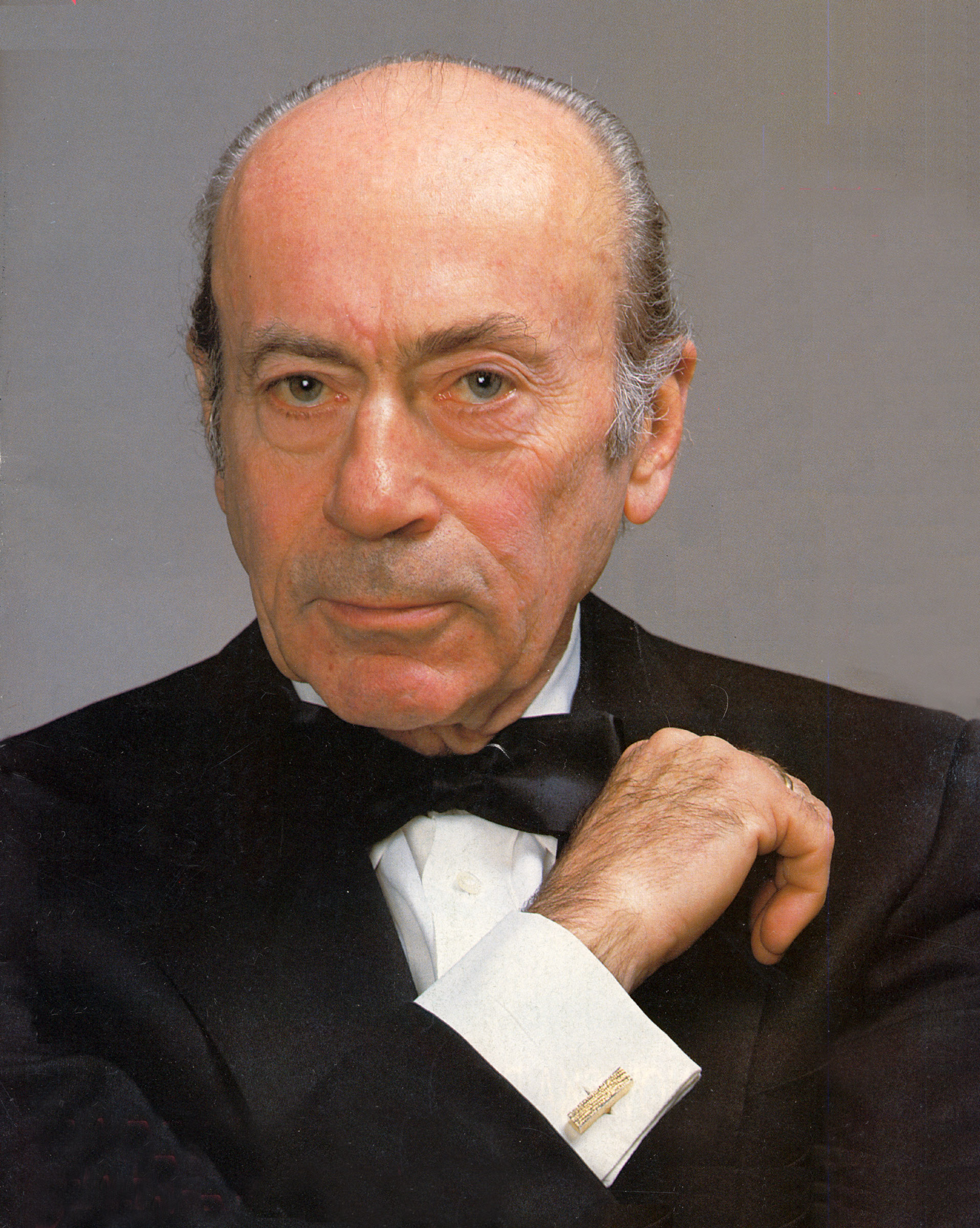
Jan Krenz (1993)

Jan Krenz (* 14. Juli 1926 in Włocławek; † 15. September 2020 in Kattowitz) war ein polnischer Dirigent und Komponist.

## Werdegang
Während des Krieges nahm der 1926 in Włocławek geborene Jan Krenz Unterricht in den Fächern Klavier bei Zbigniew Drzewiecki und Komposition bei Kazimierz Sikorski. Er studierte 1945–1947 an der Staatlichen Musikhochschule Łódź Dirigieren bei Kazimierz Wiłkomirski und Komposition bei Kazimierz Sikorski.
Ab 1949 war er Assistent des Direktors des Großen Rundfunksinfonieorchesters in Kattowitz, Grzegorz Fitelberg, nach dessen Tod 1953–1968 Dirigent und Direktor des Orchesters. Ab 1967 war er Erster Dirigent und ab 1968 auch künstlerischer Leiter des Warschauer Operntheaters, 1979–1982 Generalmusikdirektor der Stadt Bonn und des späteren Beethoven Orchesters. Er leitete auch 1979–1982 das Danmarks Radio Orchester in Kopenhagen. Als ständiger Gastdirigent leitete er 1983–1985 das Rundfunkorchester Hilversum. Er trat oft mit dem Yomiuri-Nippon-Sinfonieorchester in Tokio auf. Er dirigierte das Detroit Symphony Orchestra, die Berliner Philharmoniker, die Leningrader Philharmoniker und das Concertgebouw-Orchester Amsterdam. Von 2005 bis 2008 war er Chefdirigent des Kraków Philharmonic Orchestra.
Neben der Tätigkeit als Dirigent beschäftigte sich Jan Krenz auch mit dem Komponieren. Sein erstes Streichquartett schrieb er als Siebzehnjähriger im Jahre 1943. Jan Krenz schuf auch Filmkompositionen zu den Filmen von Andrzej Munk und Andrzej Wajda.

## Werke
- 1. Streichquartett (1943)
- Triptychon für Stimme und Klavier (1946)
- 1. Symphonie (1947–49)
- Klassische Serenade für kleines Orchester (1950)
- Zwei Volksweisen für A-cappella-Chor (1950)
- Quartett für Flöte, Oboe, Klarinette und Fagott (1950)
- Symphonischer Tanz für Orchester (1951)
- Ländliche Serenade für kleines Orchester (1951)
- Rhapsodie für Streichorchester, Xylophon, Tam-Tam, Pauken und Celesta (1952)
- Concertino für Klavier und kleines Orchester (1952)
- Musica per clarinetto solo (1958)
- Capriccio für 24 Instrumente (1961–62)
- Messa breve per coro e campane (1982)
- Masken – symphonisches Triptychon für Orchester (1982–85)
- Musica da camera (Quartetto No. 3) per quartetto d’archi (1983)
- Sonatina per due violini soli (1986)
- Epitaphion für Orchester (1989–90)
- 2. Symphonie (quasi una fantasia) (1989–92)
- Sinfonietta per fiati (1994–95)
- Impromptu pour violoncelle (1997)
- Tristan in memoriam. Postludium per quartetto d’archi (1997)
- Aria und Perpetuum Mobile für Orchester (2004)
- Ouvertüre für symphonisches Orchester (2005)
- Requiem für Bariton solo, gemischten Chor und Orchester (2007)

## Filmografie
- 1955: Das blaue Kreuz (Błękitny Krzyż) – Regie: Andrzej Munk
- 1956: Der Kanal (Kanał) – Regie: Andrzej Wajda
- 1958: Eroica – Polen 44 (Eroica – Symfonia bohaterska w dwóch częściach) – Regie: Andrzej Munk
- 1960: Das schielende Glück (Zezowate szczęście) – Regie: Andrzej Munk